# فيليب مارلو
إد بيشوب (Ed Bishop) كان له الدور الرئيسي في المسلسل الإذاعي الخاص براديو هيئة الإذاعة البريطانية (BBC) عن شخصية فيليب مارلو (Philip Marlowe).
فيليب مارلو هو عبارة عن شخصية خيالية ألفها رايموند تشاندلر (Raymond Chandler) في سلسلة من الروايات التي تتضمن رواية النوم العميق (The Big Sleep) والوداع الطويل (The Long Goodbye). وقد ظهر مارلو للمرة الأولى بهذا الاسم في رواية النوم العميق التي تم نشرها عام 1939. وهي أول قصص قصيرة لتشاندلر تم نشرها في مجلات الإثارة (Pulp magazines) مثل القناع الأسود (Black Mask) والمتحري الدايم (Dime Detective)، وتبرز هذه القصص نفس الشخصيات التي تحمل أسماء مثل «كارمادي» (Carmady) و«جون دالماس» (John Dalmas). وبعض هذه القصص تم تجميعها ومدها في صورة روايات تبرز شخصية مارلو، وهي العملية التي أطلق عليها مارلو اسم «التجميع». وعندما تمت إعادة نشر القصص غير المجمعة بعدها بسنوات في قصة قصيرة مجمعة تحمل اسم الفن البسيط للقتل (The Simple Art of Murder)، قام تشاندلر بتغيير أسماءالأبطال إلى فيليب مارلو. كما أن أول قصتين له اللتين تحملان عنوان «المبتزون لا يطلقون النار» (Blackmailers Don't Shoot) و«مقتل الشخص المغرور» (Smart-Aleck Kill) مع المتحري الذي يحمل اسم مالوري (Mallory) لم تتغير معالمهما في النسخة المطبوعة بيد أنهما تمت إضافتهما إلى قصص أخرى مثل الحلقات التليفزيونية لقضايا مارلو التي تحمل اسم المتحري الخاص فيليب مارلو (Philip Marlowe, Private Eye).
وتأتي شخصية فيليب مارلو في المقام الأول في مجال أدب الجريمة الفعلي الذي ظهر في العشرينيات والملحوظ في مجلة القناع الأسود التي ظهرت بها لأول مرة شخصيتي داشيل هاميت (Dashiell Hammett) للمرة الأولى وهما المتحري القاري الفعّال (The Continental Op) وسام سباد (Sam Spade).
وبالإضافة إلى المتحري الخاص النادر مدمن الكحوليات، نجد أن مارلو كثير التأمل وفيلسوف ويحب الشطرنج والشعر. وعلى الرغم من أن مارلو لا يخاف من المجازفة بحدوث ضرر بدني، إلا أنه لم يوقف الحديث عن العنف لمجرد تهدأة الجُرح. ونظرًا لاستقامته الأخلاقية، لم ينخدع بالنساء المثيرة المألوفة في هذا المجال مثل كارمن ستيرنود (Carmen Sternwood) التي ظهرت في النوم العميق.
وتُظهر معالجة تشاندلر للرواية البوليسية جهوده التي بذلها لتطوير الشكل. وعندما بلغ تشاندلر 51 عامًا، تم نشر النسخة الكاملة من كتابه النوم العميق للمرة الأولى؛ وعند بلوغه 70 عامًا نُشرت آخر رواية له بعنوان بلاي باك (Playback).وقد تم إنتاج سبع روايات في آخر عقدين من حياته، وبعد وفاته أكمل روايته الثامنة المؤلف روبرت باركر (Robert B. Parker) ونشرها بعد بضعة سنوات.

## وصلات خارجية
- فيليب مارلو في قاعدة بيانات الأفلام على الإنترنت
- BBC Radio 4 Presents: Classic Chandler

### مقاطع صوتية
- Free OTR: The Adventures of Philip Marlowe (90 episodes)
- OTR Network Library: The Adventures of Philip Marlowe (63 episodes)

1. ↑  Philip Marlowe, Private Eye at IMDb نسخة محفوظة 28 مارس 2020 على موقع واي باك مشين.
2. ↑  "Who Was Who in Dulwich: Raymond Chandler". The Dulwich Society. 1 أغسطس 2008. مؤرشف من الأصل في 2015-09-06. اطلع عليه بتاريخ 2011-02-22.